# Musa Drammeh
Musa Drammeh (Mataró, España; 26 de noviembre de 2001) es un futbolista español de ascendencia gambiana que juega en la posición de delantero. Actualmente juega en el Heart of Midlothian FC de la Scottish Premiership, máxima división del futbol escocés.

## Trayectoria
Musa Drammeh debutó con el Extremadura U.D. de la extinta Segunda División B en la temporada 2021-22 en los que jugó tres partidos. La temporada siguiente jugó la primera mitad de la temporada 2022-23  nueve partidos en los que anotó dos goles.
En el mercado de invierno de la temporada 2022-23 fichó por el Sevilla F.C. para jugar con el primer filial del club hispalense. El jugador, que llegaba libre, firmó un contrato hasta el 30 de junio de 2024. En su primera temporada con el equipo franjirrojo, en la que el equipo acabó descendiendo, apenas tuvo participación y jugó 155 minutos repartidos en ocho encuentros.
Tras una gran temporada segunda temporada en la que disputó 32 encuentros, en los que anotó un total de 10 goles y repartió 3 asistencias abandonó la disciplina sevillista pues no quiso renovar y contaba con ofertas de clubes británicos que ya habían intentado hacerse con sus servicios en el mercado invernal.
A finales de junio de 2024 fichó por el Heart of Midlothian FC de la Scottish Premiership por tres temporadas.

## Clubes
| Club                   | País    | Periodo       |
| ---------------------- | ------- | ------------- |
| Extremadura U. D.      | España  | 2021-2023     |
| Sevilla Atlético       | España  | 2023-2024     |
| Heart of Midlothian FC | Escocia | 2024-presente |

## Títulos
| Título             | Club (*)         | País   | Año     |
| ------------------ | ---------------- | ------ | ------- |
| Segunda Federación | Sevilla Atlético | España | 2023-24 |